# Loi sur les services en français (Ontario)
Pour les articles homonymes, voir Loi sur les services en français.

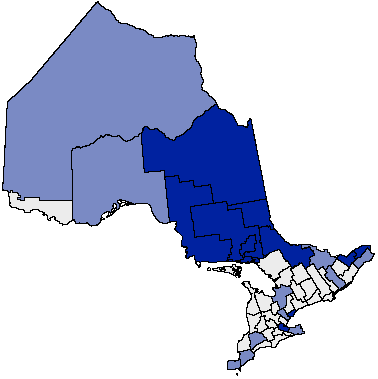
Carte des régions ayant les services en français. En bleu foncé les régions entièrement bilingues, en bleu clair les régions ayant seulement des communautés désignées comme bilingues.

La Loi sur les services en français (en anglais French Language Services Act) est une loi en vigueur dans la province canadienne de l'Ontario, visant à protéger les droits des Franco-Ontariens, c'est-à-dire la population francophone de la province. La loi ne confère pas à la langue française le plein statut de langue officielle, mais elle assure que les services gouvernementaux sont offerts en français dans 26 régions désignées à travers la province où les résidents francophones sont présents en nombre suffisant.

## Préambule
« Attendu que la langue française a joué en Ontario un rôle historique et honorable, et que la Constitution lui reconnaît le statut de langue officielle au Canada; attendu que cette langue jouit, en Ontario, du statut de langue officielle devant les tribunaux et dans l’éducation; attendu que l’Assemblée législative reconnaît l’apport du patrimoine culturel de la population francophone et désire le sauvegarder pour les générations à venir; et attendu qu’il est souhaitable de garantir l’emploi de la langue française dans les institutions de la Législature et du gouvernement de l’Ontario, comme le prévoit la présente loi; »

— Loi sur les services en français

## Histoire
Historiquement, la communauté franco-ontarienne a été ignorée ou traitée avec mépris par le gouvernement de l'Ontario, notamment en 1912 lors de l'adoption du Règlement 17, qui interdit l'usage du français en tant que langue d'enseignement en Ontario. Le Règlement 17 fut contesté en cour par l'Assemblée de la francophonie de l'Ontario et ne fut jamais totalement mis en vigueur avant son abrogation en 1927. Toutefois, ce n'est qu'en 1968 que le gouvernement provincial modifie la Loi sur l'éducation afin de reconnaître officiellement l'existence des écoles de langue française dans la province.
Au cours des années qui s'ensuivent, le gouvernement commence à offrir un éventail plus large de services en français. En 1970, un coordonnateur du bilinguisme est nommé pour veiller au développement des services gouvernementaux en français. Au cours des 16 prochaines années, un grand nombre de politiques sur les services en français sont adoptées individuellement par différents ministères, jusqu'à l'introduction de la Loi sur les services en français en 1986. La loi fut introduite en 1986 par Bernard Grandmaître, ministre des Affaires francophones du gouvernement libéral de David Peterson et fut adoptée sans difficulté. La loi prévoyait une période d'application de trois ans, et est officiellement entrée en vigueur le 19 novembre 1989.

## La loi
Le but premier de la loi était de consolider et de formaliser les différents règlements et politiques gouvernementales sur les services en langue française. La loi garantit aux francophones dans 25 régions désignées de la province le droit aux services locaux en français du gouvernement provincial. Les francophones résidant à l'extérieur de ces régions désignées peuvent recevoir des services en français en accédant aux services se trouvant à l'intérieur des régions désignées ou en contactant directement le bureau central d'un ministère du gouvernement. La prestation des services en français est coordonnée par l'Office des affaires francophones.
La Loi sur les services en français ne s'applique pas aux agences publiques telles que les hôpitaux, les maisons de retraite ou la Children's Aid Society. La loi n'impose également aucune responsabilité aux municipalités individuelles sur la prestation de services en français, bien qu'une municipalité puisse choisir de faire ainsi de son propre gré.

## Régions de services bilingues
Les régions ayant entièrement les services en langue française sont :
- District d'Algoma
- District de Cochrane
- District de Nipissing
- Ville d'Ottawa
- Comtés unis de Prescott et Russell
- District de Sudbury
- District de Timiskaming

En mai 2006, la ville de Kingston est désignée pour les services bilingues. Avec la période d'application de trois ans, Kingston devient officiellement la 25e région de services bilingues en 2009.

## Applications de la loi
Le détachement de Hawkesbury de la Police provinciale de l'Ontario devient en 2013 le premier en Ontario à être pleinement opérationnel en anglais et en français. Tous les policiers et tous les employés doivent être en mesure d'assurer des services dans les deux langues.

## Critiques
La loi fut fortement critiquées par les militants anti-bilinguisme comme l'Alliance pour la préservation de l'anglais au Canada, qui affirmait qu'elle créait des droits et privilèges spéciaux pour les francophones aux dépens de la population anglophone ; par exemple, l'exigence d'offrir des services bilingues fut présentée comme une discrimination contre les employés du gouvernement qui ne parlent pas français.
L'APAC, déformant la réalité afin de faire croire que la loi s'appliquait aux services des gouvernements municipaux, déclencha une campagne pour persuader les municipalités de l'Ontario à se déclarer unilingues anglophones. Un certain nombre de petites municipalités, surtout dans la région de l'ouest de l'Ontario, ont adopté de telles politiques durant la période d'application. Le 29 janvier 1990, la plus célèbre résolution de ce genre fut adoptée par la ville de Sault Ste. Marie, déclenchant une controverse nationale.
En 1996, afin de marquer la date du 10e anniversaire de l'adoption de la Loi, le député néo-démocrate Gilles Bisson a prononcé un discours en français à l'Assemblée législative de l'Ontario. Il fut chahuté par le progressiste-conservateur Joe Spina, qui cria à l'endroit de Bisson : « Speak English! »